# Ужгородская синагога
У́жгородская ортодоксальная синаго́га (укр. Ужгородська ортодоксальна синагога) — синагога ортодоксальной общины евреев-ашкеназов в неомавританском стиле, которая была открыта в 1904 году. Ныне в здании находится Закарпатская областная филармония.
Авторами проекта были Дюла Папп и Ференц Саболч. Ужгород на тот момент входил в состав Австро-Венгерской империи. Городская управа пожертвовала для строительства ценный участок земли на берегу реки Уж. Поскольку новая площадь была незастроенной, при проектировании не нужно было привязываться к какому-либо архитектурному стилю. Таким образом, синагога была построена в модном тогда в Европе неомавританском стиле. Строительство велось на деньги богатых евреев-меценатов, а также на средства всей общины.

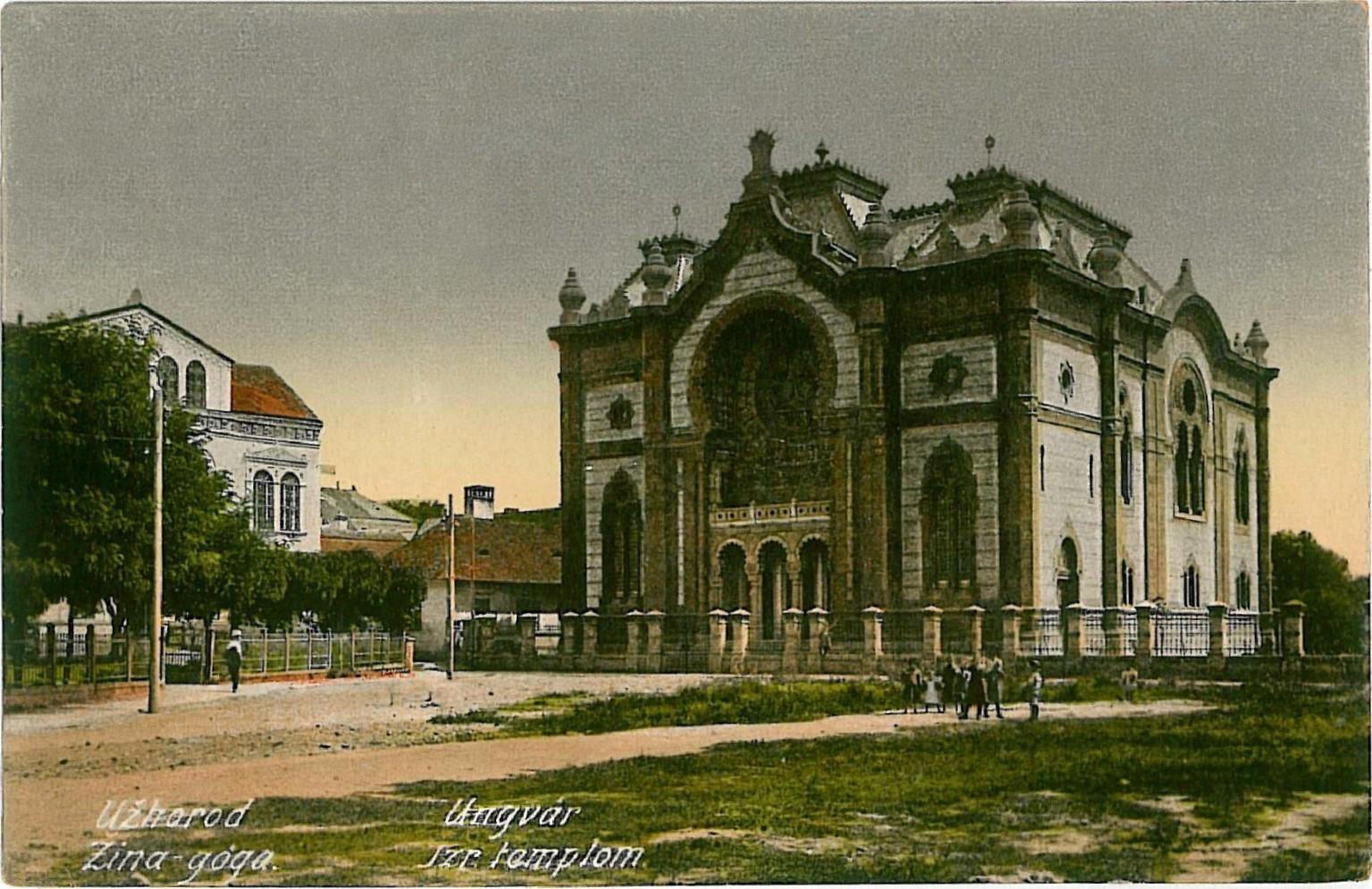
Ужгородская синагога в довоенный период, 1915 год

Синагога стояла на цоколе из розового мрамора, стены её были облицованы декоративным кирпичом и красными керамическими плитами, портал окон украшен красным искусственным мрамором.
После окончания Второй мировой войны в помещении синагоги разместилась ужгородская филармония (сегодня — Закарпатская областная филармония) и народный хор. Иудейская символика была удалена. Ярким элементом фасада здания был центральный балкон с изображением звезды Давида, вписанной в большой круг. Одна из надписей гласит «Построено в 5694 году по еврейскому календарю». Особо пышно была украшена крыша здания. Мавританские мотивы были подчеркнуты глиняными фигурными башнями на крыше, разнообразными медными украшениями, орнаментами. Венчали здание символические Скрижали Завета. На их месте сегодня стоит лира, символ музыкального искусства.
С уничтожением Закарпатского еврейства в 1944 году судьба синагоги изменилась. Еврейская община в Ужгороде практически исчезла. Новая Советская власть в 1947 году приняла решение отдать здание Министерству культуры СССР, которое учредила в здании синагоги филармонию. Был разработан план реконструкции здания, с целью «приспособить здание к современным нуждам». Однако, оставшиеся в городе евреи, которые вернулись из концлагерей в Ужгород, не хотели отдавать любимую синагогу, и вышли к зданию, чтобы не пустить рабочих начинать реконструкцию. Тем не менее, здание было перестроено.
Углубление в центральном фронтоне с балконом и большой звездой Давида было закрыто стеной с круглым окошечком посередине. Полностью была изменена крыша здания. Прозрачный мозаичный купол, через который солнце красиво освещало все здание, был закрыт жестяным покрытием. С крыши были сняты все псевдомавританские декорации. Башенки были заменены более простыми колоннами. Внешний вид здания стал намного скромней.
Радикальные изменения коснулись также и интерьера здания. До реконструкции оно было одноэтажным, с традиционными балконами для женщин. По уровню балконов здание было разделено на два этажа. Это уничтожило уникальную акустику здания синагоги. Все изменения интерьера были выполнены согласно требованиям к подобным объектам культуры. Были оборудованы вестибюль, зал, сцена. На месте главного места синагоги, ритуального шкафа, где хранятся свитки Торы и другие священные книги, построили лестницу, которая ведет на второй этаж. По бокам лестницы оборудовали туалеты. Позже в филармонии был установлен орган. Еще одно изменение — был снесён заборчик, который огораживал двор синагоги.

## Современность
В 1990-е года был проведен косметический ремонт. По состоянию на 2019 год здание ужгородской синагоги по-прежнему является частью коммунальной собственности города.